# 钉突圆膝蛛
钉突圆膝蛛（学名：[Gongylidium clavus] 错误：{{Lang}}：文本有斜体标记（帮助））为皿蛛科圆膝蛛属的动物。在中国大陆，分布于吉林、内蒙古等地。该物种的模式产地在吉林、内蒙古。